# Autobianchi Y10
Autobianchi Y10 (Lancia Y10) – samochód osobowy klasy aut najmniejszych produkowany przez włoskie przedsiębiorstwo Autobianchi w latach 1985–1996, sprzedawany także pod marką Lancia. 

## Historia i opis modelu

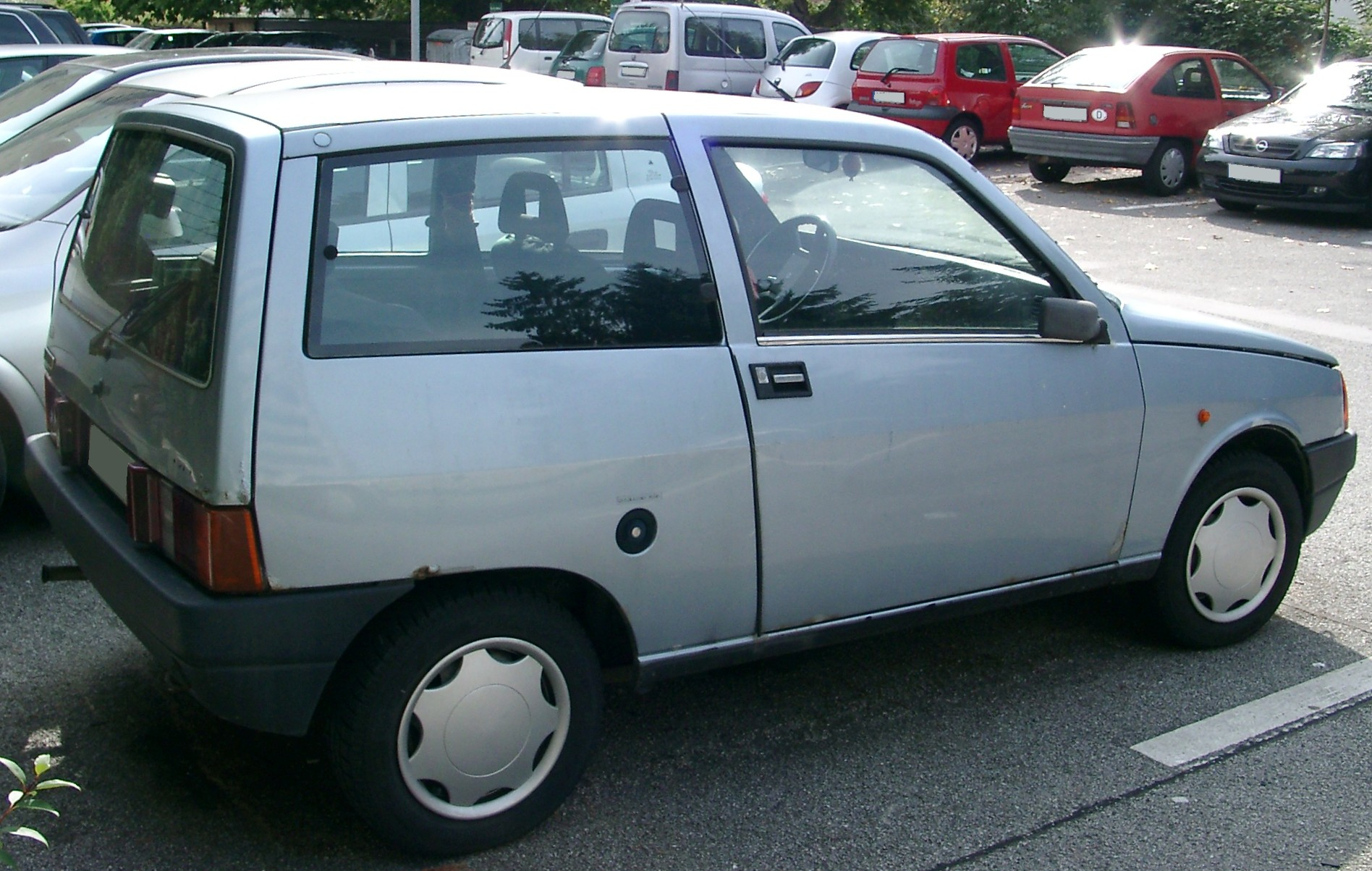
Lancia Y10 - tył

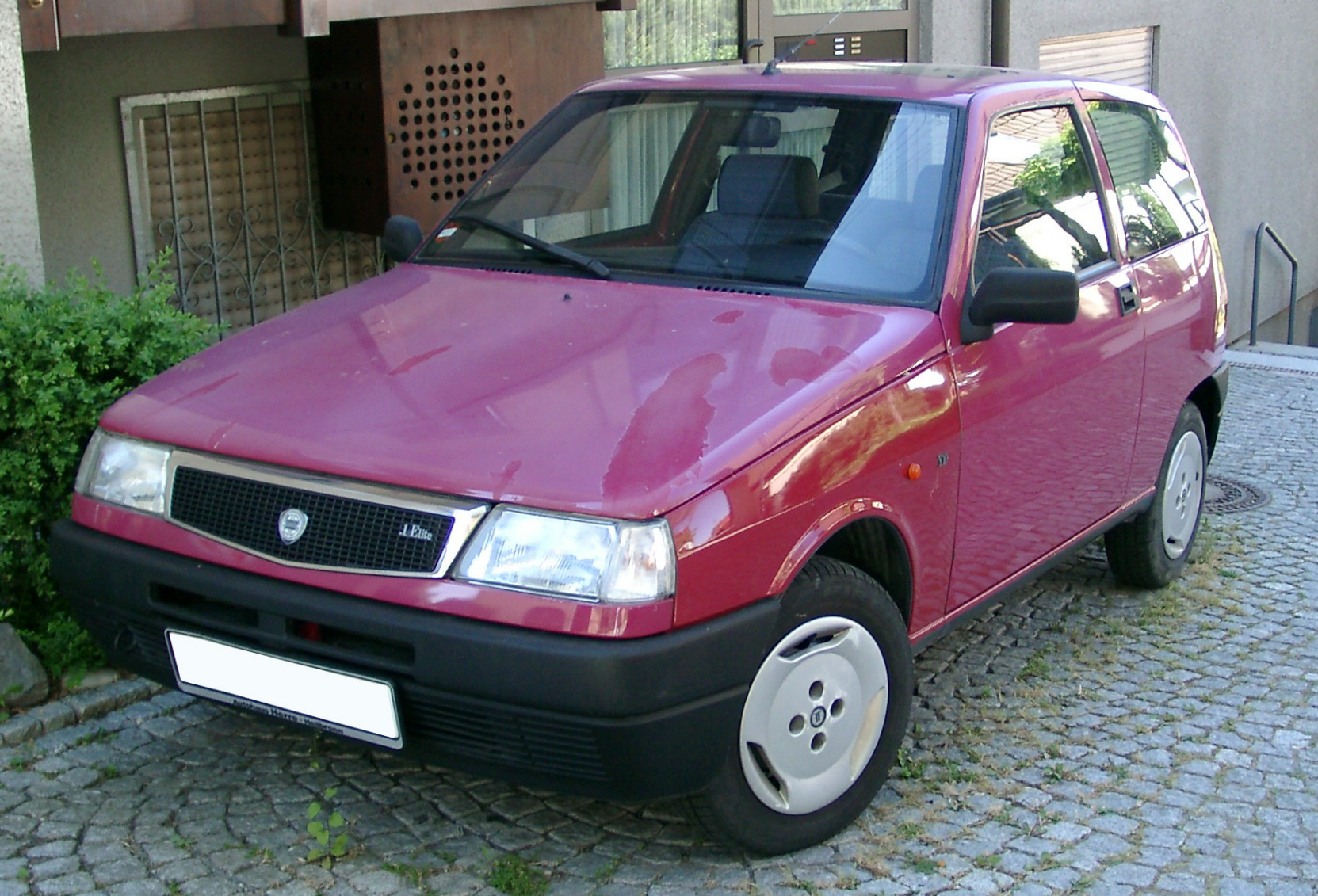
Lancia Y10 po liftingu

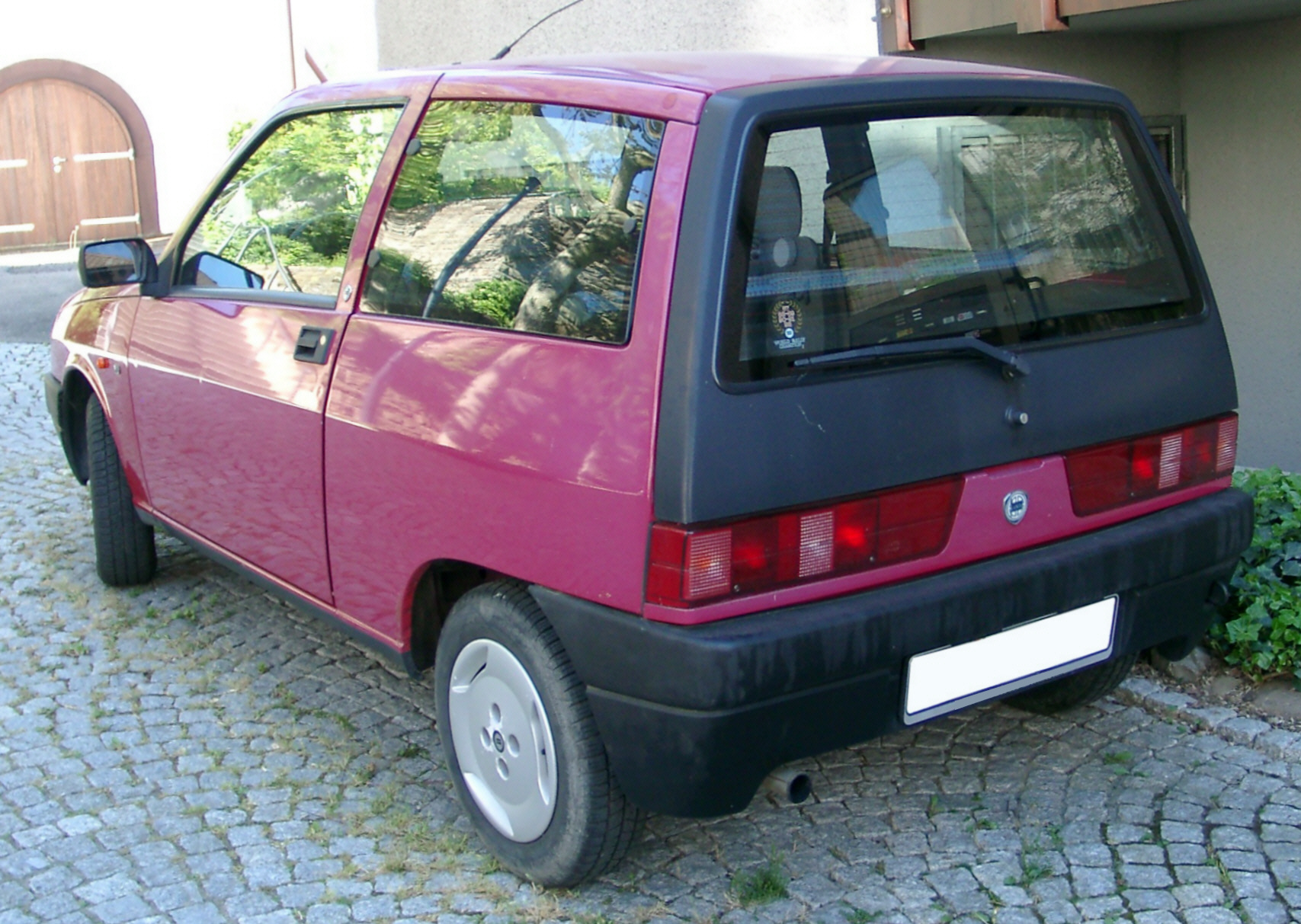
Lancia Y10 - tył po liftingu

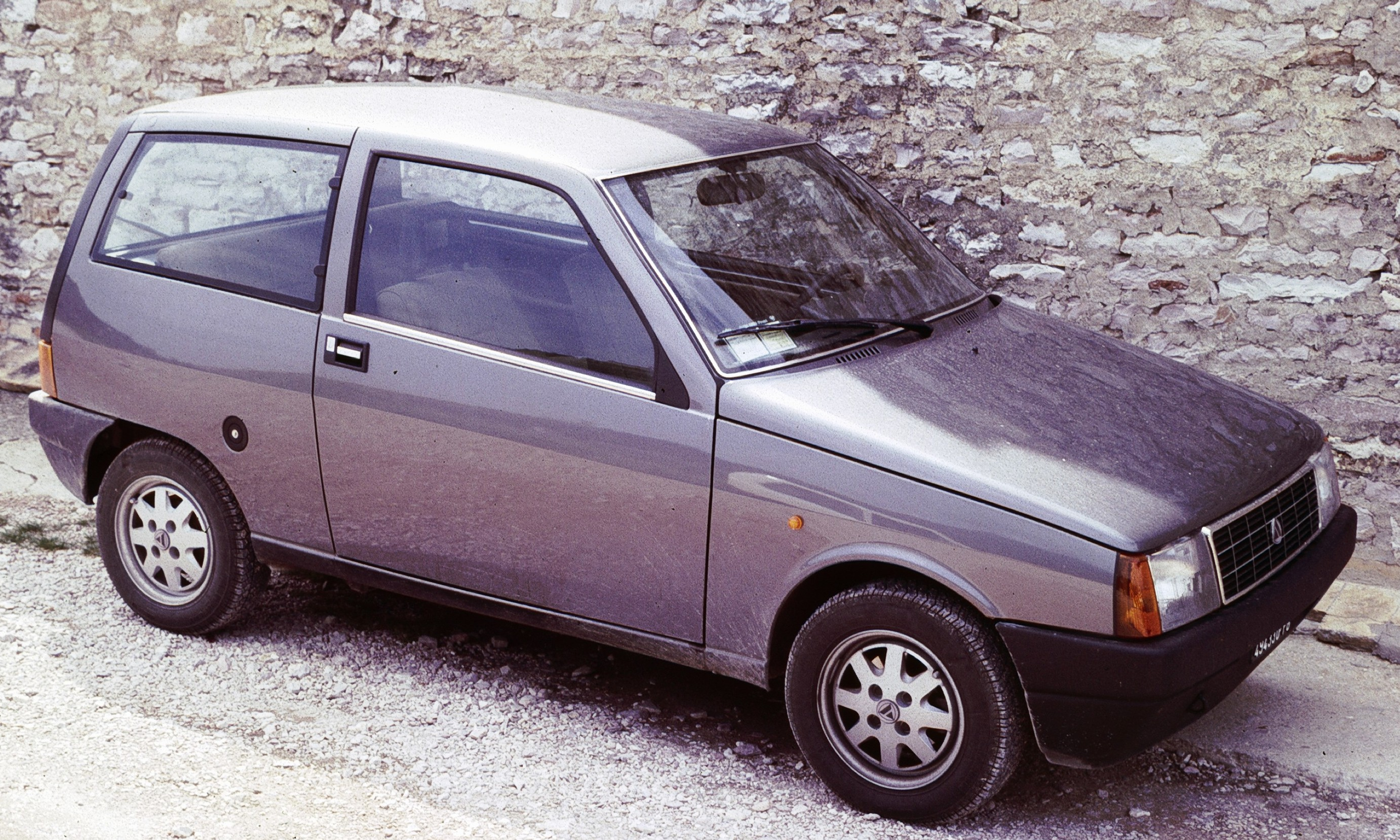
Autobianchi Y10

Konstrukcja oparta była na nieznacznie skróconym podwoziu Fiata Panda ze zmienionym zawieszeniem. 3-drzwiowe nadwozie zapewniało miejsce dla pięciu pasażerów. Oferowano szereg wersji, w tym wyposażone w rozwiązania luksusowe jak na ten segment rynku (klimatyzacja, automatyczna skrzynia biegów). 
Samochód był produkowany i sprzedawany we Włoszech pod marką Autobianchi, w której koncern Fiata miał początkowo udziały a następnie przejął ją w całości i przyporządkował marce Lancia. Stąd też Autobianchi Y10 na eksport trafiał jako  Lancia Y10, w późniejszym okresie całkowicie zrezygnowano z marki Autobianchi również na rynku włoskim. W plebiscycie na Europejski Samochód Roku 1986 model zajął 2. pozycję (za Fordem Scorpio).

### Dane techniczne
W Lancii Y10 koncern Fiata po raz pierwszy wprowadził nową rodzinę silników Fiat FIRE, powstających na w pełni zautomatyzowanej linii produkcyjnej. Silniki jakie były dostępne przez cały okres produkcji to 4-cylindrowe, rzędowe jednostki SOHC z dwoma zaworami na cylinder, umieszczone poprzecznie z przodu o następujących pojemnościach i mocach:
- 1,0 l – (999 cm³) 45 KM oraz 50KM
- 1,05 l – (1049 cm³) 55 KM
- 1,05 l – (1049 cm³) z turbiną 85 KM - najmniejszy na rynku europejskim silnik z turbosprężarką
- 1,1 l – (1108 cm³)  51 KM, 54 KM i 57 KM
- 1,3 l – (1297 cm³) 72 KM
- 1,3 l – (1301 cm³) 76 KM

Silniki były połączone z 5-biegową skrzynią manualną bądź bezstopniową przekładnią automatyczną CVT Selectronic.
Przednie zawieszenie niezależne z kolumnami MacPhersona, tylne belka typu „Omega” (wygięta belka z wahaczami i sprężynami mocowana w środkowym punkcie do podwozia), w wersji - w 4WD sztywny most. Układ hamulcowy dwuobwodowy z tarczami z przodu i bębnami z tyłu.
Wyposażenie dodatkowe zależne od wersji mogło obejmować:
- klimatyzacja,
- automatyczna skrzynia biegów,
- elektrycznie sterowane szyby przednie,
- elektrycznie uchylane szyby z tyłu,
- centralny zamek,
- regulację kolumny kierowniczej,
- okno dachowe,
- tapicerka skórzana lub z alcantary,
- cyfrowe wskaźniki deski rozdzielczej z komputerem pokładowym.

### Kalendarium
Lancia Y10 zadebiutowała na wystawie motoryzacyjnej w Genewie w 1985 roku. W historii modelu Y10 wyróżnia się 3 okresy produkcyjne:

### I seria 1985–89
W okresie tym do sprzedaży trafiły 3 wersje podstawowe:
- Fire z silnikiem 999 cm³,
- Touring z silnikiem 1.0 (1050 cm³) z Fiata 127
- Y10 Turbo z silnikiem 1.0 (1050 cm³) z Fiata 127, z turbosprężarką i intercoolerem

W 1986 na targach motoryzacyjnych w Turynie zaprezentowano wersję 4WD z silnikiem  999 cm³ FIRE w wersji o mocy 50 KM.

### II seria 1989–92
Kontynuowano produkcję wersji Fire z silnikiem 999 ccm (45 KM) oraz wprowadzono kolejne wersje:
- Y10 LX i.e. - silnik 1,1 l z wtryskiem jednopunktowym (57 KM),
- Y10 GT i.e. - silnik 1,3 l z wtryskiem wielopunktowym (78 KM),
- Y10 4WD z silnikiem 1,1 l

Dokonano zmian konstrukcyjnych w zawieszeniu i układzie hamulcowym.
W roku 1989 pojawiła się również wersja Y10 Electrica napędzana silnikiem elektrycznym o mocy 14 kW. Baterie o wadze 340 kg zajmowały wszystkie miejsca pasażerów. Jednomiejscowa Y10 była w stanie rozpędzić się do prędkości 120 km/h, a przy 80 km/h posiadała zasięg do 100 km. Auto ważyło 880kg.
Wersja LX od 1990 roku dostępna była ze skrzynią automatyczną selectronic.

### III seria 1992–95
W tej serii kontynuowana jest produkcja poprzednich wersji, ofertę wzbogacono jednak o szereg wersji z wyposażeniem specjalnym (klimatyzacja, skórzane tapicerki, wersje kolorystyczne nadwozia). Poważnym zmianom uległo wnętrze pojazdu z odnowioną deską rozdzielczą. Wygląd zewnętrzny dostosowano do stylistyki innych aut marki Lancia poprzez zastosowanie nowego wzoru atrapy chłodnicy.

### III seria – MR95
W roku 1995 wprowadzono ostatnie zmiany (silnik 1,1 l o mocy 54 KM). Produkcja została zakończona w grudniu 1995.